# 學研北生駒站
學研北生駒站（日语：／ Gakken-Kitaikoma eki */?）是一個位於日本奈良縣生駒市上町，屬於近畿日本鐵道京阪奈線的鐵路車站。車站編號是C29。
副站名是奈良先端大學前。

## 車站構造
對向式月台2面2線的高架車站。閘口、大堂位於1樓，月台位於2樓。

### 月台配置
| 月台 | 路線     | 方向 | 目的地               |
| ---- | -------- | ---- | -------------------- |
| 1    | 京阪奈線 | 下行 | 學研奈良登美丘方向   |
| 2    | 京阪奈線 | 上行 | 長田、本町、夢洲方向 |

## 使用情況
開業以後的1日平均上車人次如下表。
| 年度               | 1日平均 上車人次 |
| ------------------ | ---------------- |
| 2005年（平成17年） | 5,464            |
| 2006年（平成18年） | 2,755            |
| 2007年（平成19年） | 3,188            |
| 2008年（平成20年） | 3,319            |
| 2009年（平成21年） | 3,266            |
| 2010年（平成22年） | 3,244            |
| 2011年（平成23年） | 3,270            |
| 2012年（平成24年） | 3,429            |
| 2013年（平成25年） | 3,468            |
| 2014年（平成26年） | 3,409            |
| 2015年（平成27年） | 3,379            |
| 2016年（平成28年） | 3,426            |
| 2017年（平成29年） | 3,451            |

## 相鄰車站
近畿日本鐵道
 京阪奈線
白庭台（C28）－學研北生駒（C29）－學研奈良登美丘（C30）

## 外部連結
- 學研北生駒 - 近畿日本鐵道